# Hopliphora velutina
Hopliphora velutina là một loài Hymenoptera trong họ Apidae. Loài này được Lepeletier & Audinet-Serville mô tả khoa học năm 1825.